# Scaphosepalum hirtzii
Scaphosepalum hirtzii är en orkidéart som beskrevs av Carlyle August Luer. Scaphosepalum hirtzii ingår i släktet Scaphosepalum och familjen orkidéer. Inga underarter finns listade i Catalogue of Life.